# قلعة ذرا
قلعة ذرا، قعلة أثرية تقع في مدينة أبها جنوب المملكة العربية السعودية. بُنيت في القرن الرابع عشر الهجري الموافق القرن العشرين الميلادي، وتعتبر من أمنع معاقل أبها لما تمتاز به من موقع طبيعي ملائم.

## التاريخ
تقع قلعة ذرا على جبل ذرة الواقع شمال شرقي قلعة ضلع٬ وهي القلعة القائمة على الجبل وحُفرت تحتها بيوت داخل الصخر، أما تاريخ بناء القلعة فكان في الفترة بين أعوام (1332 - 1334 هـ / 1914 - 1916م)، وقد أتخذتها الحكومة السعودية في بدايات انشاؤها مركزاً للاسلكي.

## الوصف
يعتمد الوصف على التخطيط العام للقلعة من ناحية المسقط الأفقي لها وارتفاع جدران منشآتها٬ وما تشتمل عليه من عناصر معمارية دفاعية٬ لذا فإن تخطيط القلعة يأخذ شكلاً بيضويًا غير منتظم٬ حيث تكثر في أسوارها الزوايا البارزة والغائرة التي تساير تضاريس الموقع الذي شيدت عليه٬ لذلك يمكن تقسيم مساحة القلعة إلى قسمين: قسم شمالي تتوافر فيه الاستحكامات الضرورية٬ وآخر جنوبي فيه استحكامات أقل٬ وتوجد فيه مساحة كبيرة.
توجد في القسم الشمالي من القلعة مجموعة من الحجرات الواقعة في الجهة الجنوبية الشرقية منه٬ وقد استُخدمت بوصفها مخازن للسلاح والذخيرة والمؤن. أما القسم الجنوبي فيتصل بالقسم الشمالي للقلعة٬ ويتميز بخلوه من منشآت داخل ساحته باستثناء البرج المستدير المتهدم الذي يقع في الجنوب الغربي من القسم. ويوجد في أقصى الجنوب من الساحة مرتفع صخري صلب استطاع معمار القلعة أن يستفيد منه في عمل سُلم حجري بين الصخور المرتفعة. الارتفاع الشاهق الذي بنيت عليه القلعة كان يستلزم من معمار القلعة أن يوفر للحامية العثمانية مصدرًا أرضيًا يكفي لتلبية حاجتها من المياه٬ لذلك أنشأ المعمار خزانًا ثابتًا مائي للمياه داخل القلعة.

## ترميم القلعة
معظم منشأت القلعة ترجع إلى الحكم العثماني؛ فعندما انسحبت القوات العثمانية من منطقة عسير عام 1337هـ/1918م كانت هناك عمليات الترميم من قبل بلدية أبها عام 1404هـ/1984م في الجهة الشمالية من القلعة حين تمت إعادة بناء مدخلها الذي يتألف من بنائين بارزين داخل القلعة وسقطا مع مرور الزمن، وكذلك طالت عمليات الترميم الجهة الشمالية الشرقية من القلعة.

## انظر ايضاً
- أبها
- قلعة شمسان